# Toleranzhülse
Toleranzhülsen, auch Toleranzringe genannt, lassen sich als kraftschlüssige Verbindungselemente vielseitig einsetzen – zum Beispiel in der Pumpen und Antriebstechnik, in Verdichtern oder in Elektromotoren. Anwender sparen vor allem Kosten, und einmal erstellte Verbindungen lassen sich im Gegensatz zum Pressen oder Kleben wieder lösen. Formschlüssige Verbindungen wie Passfedern oder Verzahnungen werden aufwendiger und teurer hergestellt. Im Vergleich zu anderen Welle-Nabe-Verbindungen lassen sich Toleranzhülsen meist auch einfacher handhaben.

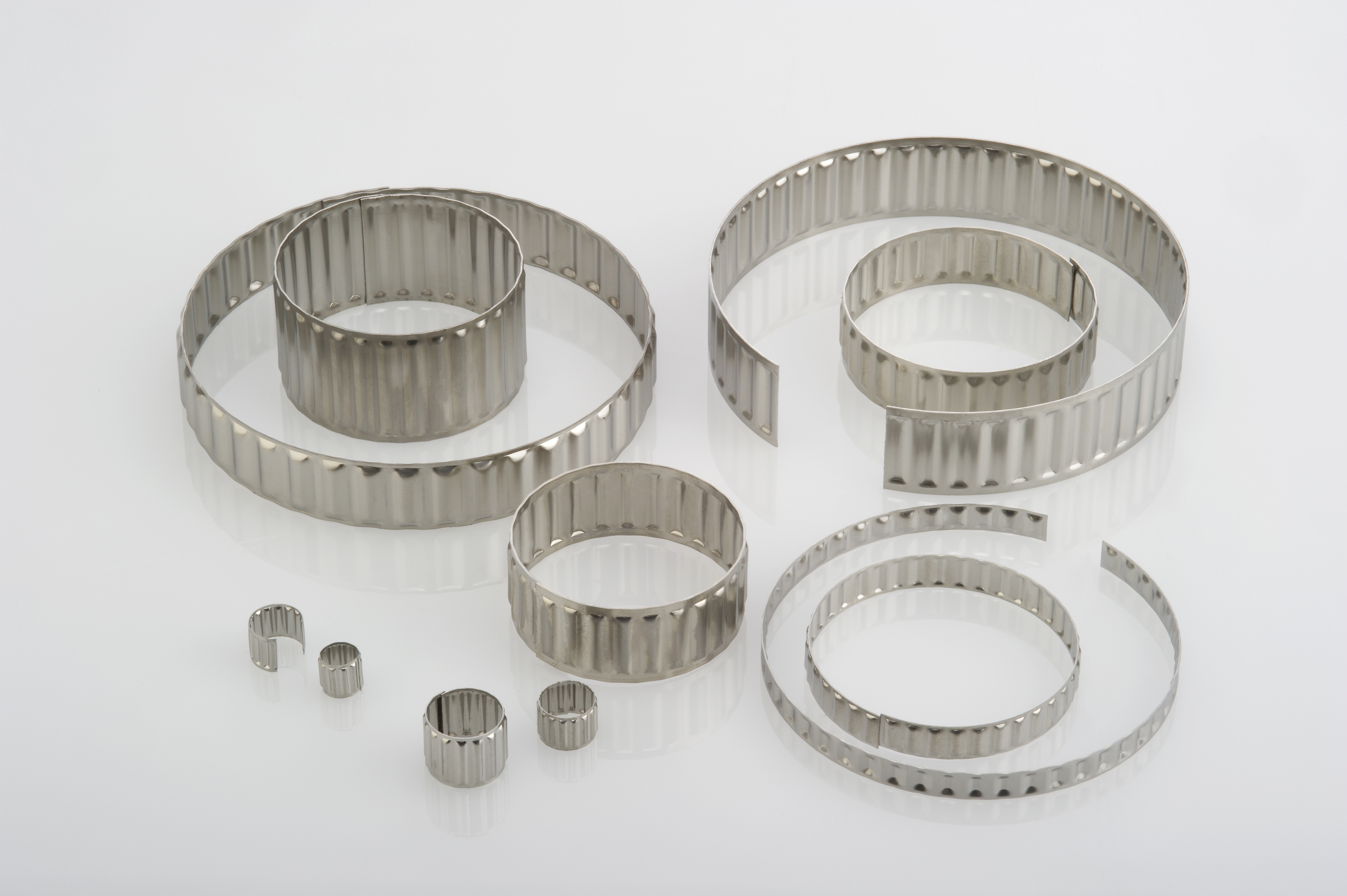
Toleranzhülsen sind eine kostengünstige Welle-Nabe-Verbindung. Erhältlich sind sie in zahlreichen Ausführungen.

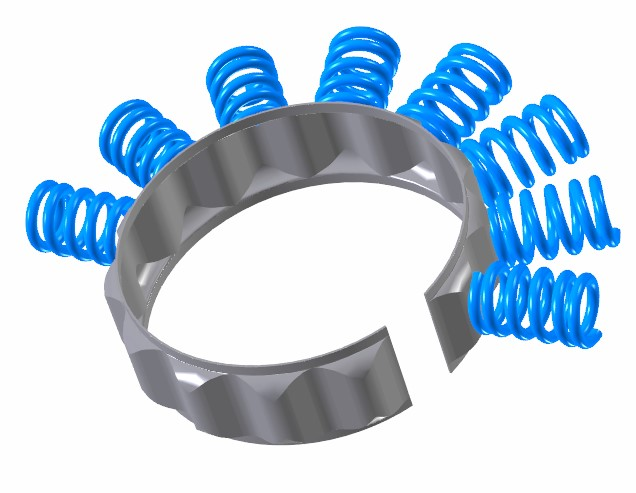
Für den Festsitz sorgen die Wellenberge, die über den gesamten Umfang der Toleranzhülse verteilt sind und wie viele kleine Druckfedern wirken.

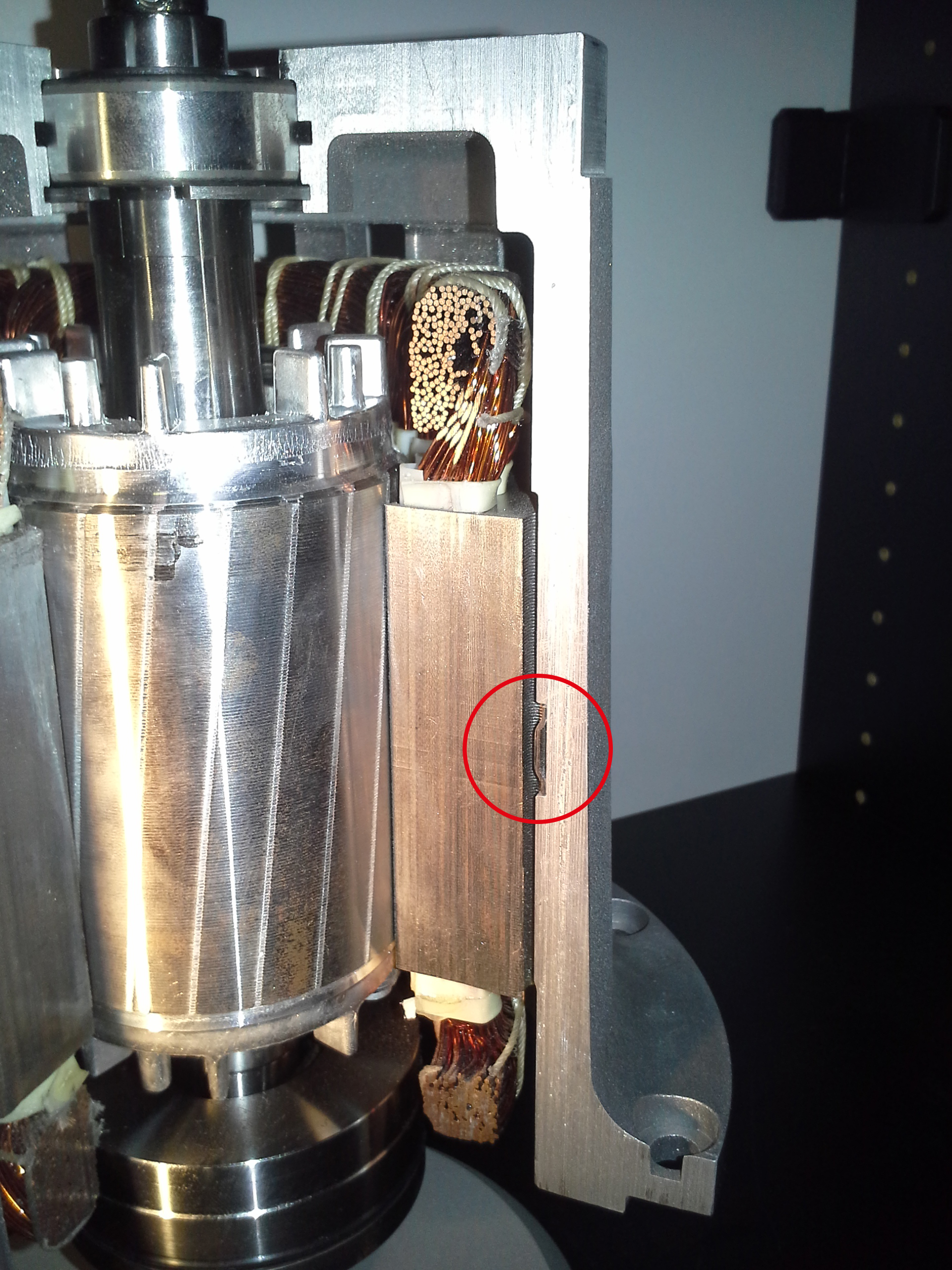
Anwendung im Elektromotor: Die Toleranzhülse zentriert einen Stator im Gehäuse und fixiert diesen zudem gegenüber der Drehmomentkräfte des Rotors.

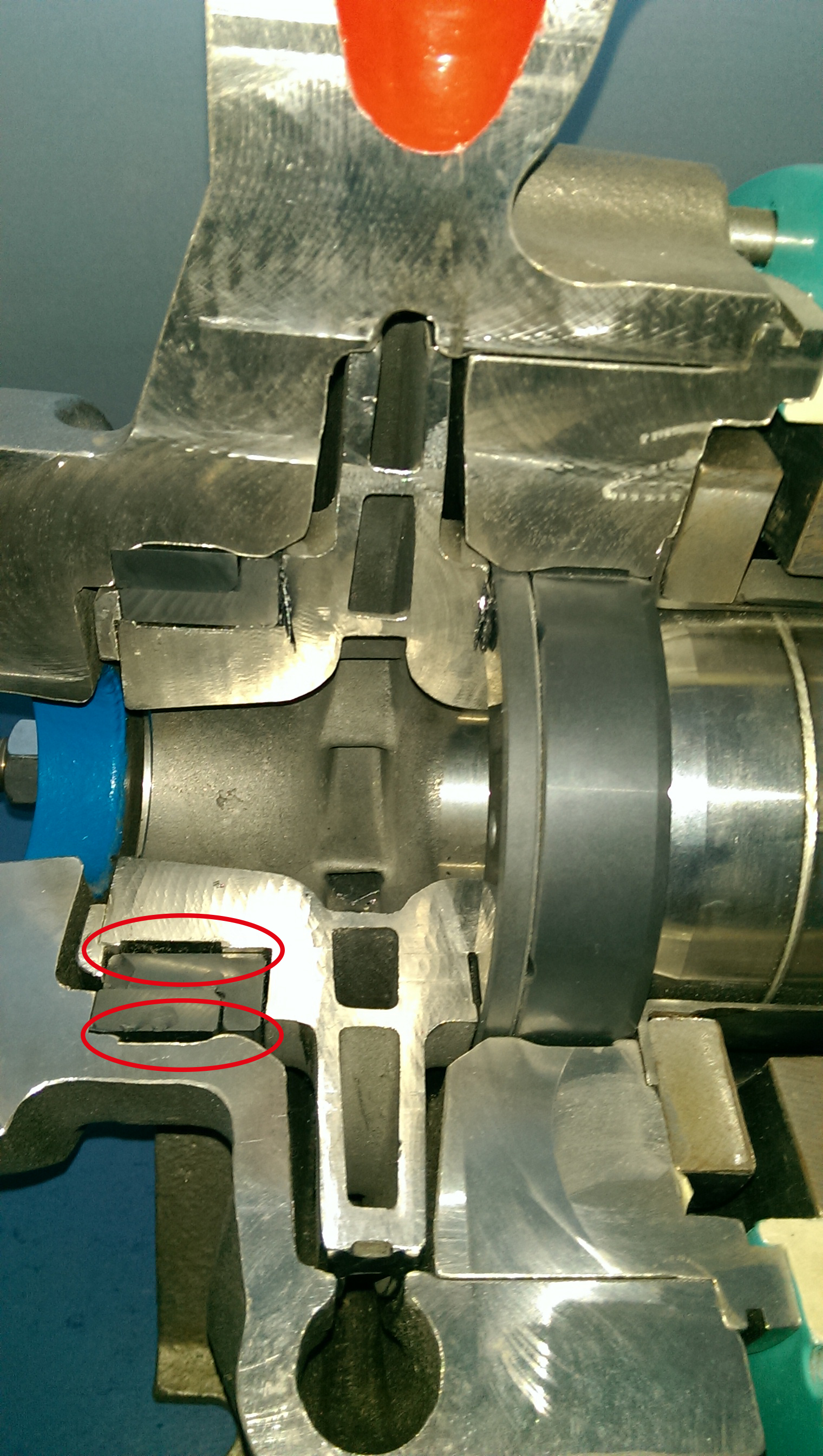
Anwendung in einer Kreiselpumpe: Um unterschiedliche Wärmeausdehnungen von Edelstahl und Siliziumkarbid im Bereich der Gleitlager der Pumpe auszugleichen, werden Toleranzhülsen als Verbindungselement eingesetzt.

## Grundlegender Aufbau
Bei Toleranzhülsen handelt es sich um geschlitzte Blechhülsen, in die Sicken wie Wellenberge eingeprägt sind. Die Toleranzhülse sitzt im Spalt zwischen Lagerbohrung und Welle. Für den Festsitz sorgen die Wellenberge, die über ihren gesamten Umfang verteilt sind und wie viele kleine Druckfedern wirken. Durch ein bestimmtes Übermaß der Toleranzhülse werden die Wellenberge elastisch verformt. Dadurch entsteht ein Kraftschluss zwischen Lager und Welle. Die Toleranzringe können Mittenversätze oder unterschiedliche Temperaturausdehnungen ausgleichen und Schwingungen oder Passungsrost verhindern. Ist ein genauer Rundlauf gefordert, erfolgt die Zentrierung der zu verbindenden Bauteile.

## Vergleich zu anderen Verbindungsarten
Beim Kleben und Pressen lassen sich Verbindungen nicht wieder lösen – mit Toleranzhülsen schon. Zudem können mit Toleranzhülsen unterschiedliche Materialien verbunden werden, ohne sie vorzubehandeln wie beim Kleben. Bei der Montage spart der Anwender Zeit und Kosten. Sie benötigen wenig Platz, und im eingebauten Zustand reduzieren sie Schwingungen und Geräuschentwicklungen.

## Einsatzgebiete
Für Toleranzhülsen ergeben sich zahlreiche Anwendungsgebiete bei Welle-Nabe-Verbindungen. Lösen lassen sich Herausforderungen, die sich im Zusammenhang mit Mittenversatz, Zentrierung, Schwingungen, Temperaturausdehnung, zu großen Toleranzen der Anschlusskomponenten oder auch der Drehmomentbegrenzung ergeben.
Mit Toleranzhülsen lassen sich:
- unbestimmte Kräfte sowie bestimmte Mindest- und Höchstkräfte übertragen
- einfache Anwendungen ohne definierte Kraftübertragung umsetzen wie Befestigungen von Bediengriffen, Armlehnen- und Federrohre bei Sitzmöbeln
- Lüfter oder Drehgeber bei Elektromotoren befestigen
- Kostengünstig geringe Drehmomente in Pumpenräder übertragen
- Im Gehäuse eines Elektromotors der Stator zentrieren und ihn gegenüber den Drehmomentkräften des Rotors fixieren
- Definierte Kräfte in der Antriebstechnik übertragen – beispielsweise bei Riemenscheiben, Schwung- oder Zahnrädern
- Materialien mit unterschiedlichen Ausdehnungskoeffizienten miteinander verbinden – zum Beispiel Stahllager in Aluminiumgehäuse oder Keramiklager in der Pumpentechnologie
- bestimmte Drehmomente oder Drehmomentbereiche[5] übertragen.

Dazu lässt sich die Federkraft der Toleranzhülse so auslegen, dass die Sitzkraft für einen zulässigen Bereich sichergestellt wird und bei größerer Krafteinwirkung die Toleranzhülse durchrutscht. Somit ist im Fall einer Überlastsituation eine Beschädigung der Bauteile ausgeschlossen. Bei Anwendungen als Rutschkupplung oder Überlastsicherung müssen die Toleranzen der Anbauteile genau bekannt und nicht zu groß sein, und die Toleranzhülse muss ebenfalls dafür angepasst werden, weshalb immer Rücksprache mit dem Hersteller erforderlich ist.

## Kostenvergleich: Toleranzhülse – Passfedern
Wie sich die Kostenersparnis konkret auswirken kann, zeigt ein Rechenbeispiel. Auf einer Welle mit Durchmesser acht Millimeter sollen drei Zahnriemenscheiben befestigt werden. Als Passfeder wurde eine zwölf Millimeter lange und drei Millimeter breite Feder ausgewählt. Diese kann 5,8 Newtonmeter übertragen. Eine vergleichbare Toleranzhülse ist die BN08-515 für bis zu 5,7 Newtonmeter. Konkret würden die Kosten für die drei Zahnriemenscheiben bei der Passfederverbindung rund 96 Euro betragen, bei der Lösung mit den Toleranzhülsen 75 Euro. Ebenso bei der Welle: Während sich die Bearbeitungskosten bei der Passfederverbindung auf 71 Euro belaufen, sind es mit den Toleranzhülsen nur etwa 28 Euro, weil sie eine einfachere Bearbeitung erlaubt und Ungenauigkeiten an den Bauteilen besser ausgleichen kann. Teurer sind lediglich die Toleranzhülsen selbst mit 1,20 Euro – während die Kosten für die drei Passfedern zusammen nur 0,72 Euro betragen. Dafür entfallen die für die Passfederverbindung erforderlichen Sicherungsringe im Wert von 0,24 Euro. Insgesamt belaufen sich die Kosten bei der Passfederverbindung auf 168, bei der Lösung mit der Toleranzhülse auf 104 Euro. Pro Baugruppe lassen sich so rund 64 Euro einsparen, das ist eine Kostenersparnis von 38 Prozent.

## Materialauswahl
Als Material für Toleranzhülsen dient Federbandstahl, das in der Niro Ausführung Temperaturen bis zu 250 Grad Celsius unter gleichbleibenden Federeigenschaften standhält. Diese rostfreien, sauberen Toleranzhülsen lassen sich prozesssicher herstellen. Es sind zudem viele Sondermaterialien verfügbar. Dazu zählt auch das Federbandmaterial Hastelloy. Der Werkstoff ist sowohl in oxidierenden und reduzierenden Medien als auch bei Betriebstemperaturen von −70 bis 450 Grad Celsius beständig.
Erhältlich sind Toleranzhülsen in verschiedenen Bauformen:
- System Einheitswelle[9](AN-Typ): Das Wellenprofil ragt nach innen. Die Enden der Toleranzhülse sind offen. Sie wird in einer Nut in der Bohrung fixiert und auf eine Einheitswelle (h9) aufgepresst. Der Spalt verengt sich beim Verpressen mit der Welle.
- System Einheitsbohrung[10](BN-Typ): das Wellenprofil ragt nach außen. Die Enden der Toleranzhülse überlappen. Sie wird in einer Nut auf der Welle fixiert und in eine Einheitsbohrung(H9) eingepresst. Da die Toleranzhülse geschlitzt ist, kann sie sehr einfach montiert werden.
- Form AL: Eine Variante zur AN-Form, die speziell für kleinere Wälzlager[11] entwickelt wurde. Sie hat eine geringere Wellenhöhe und ist aus dünnerem Material, um die Lagerluft nicht zu beeinflussen. Diese Toleranzhülse ist nur als leicht gebogener Streifen ausgeführt.

## Einbau
Der Einbau der Toleranzhülse erfolgt „frei“ oder „zentriert“.

### Der freie Einbau
- macht keinerlei Bearbeitung der Anschlussteile nötig
- empfiehlt sich, wenn die radiale Belastung auch bei eventuell zusätzlich auftretenden Laststößen nicht über das zulässige Maß der Radialbelastung der verwendeten Hülse hinausgeht
- benötigt in der Regel ein Montagehilfswerkzeug, um die Toleranzhülse beim Einpressen abzustützen

### Der zentrierte Einbau
- eignet sich, um die AN-Hülse in eine Nut in der Bohrung und die BN-Hülse in eine Nut der Welle einzulegen. Die Nutbreite muss dabei so gewählt werden, dass zu beiden Seiten noch genügend breite Schultern an der Bohrung oder der Welle verbleiben. Diese Schultern ermöglichen eine Zentrierung.
- ist bei der Montage vorteilhafter, weil sich der in die Nut eingelegte Ring an deren Seitenflächen abstützen kann. Eine Deformierung aufgrund von Verkanten lässt sich so vermeiden.

Es gibt noch die dritte Einbauart „gestützt“: Dabei handelt es sich um einen Kompromiss zwischen dem freien und dem zentrierten Einbau.